# Rollback
Rollback ('reversão') em ciência política, é uma estratégia geopolítica que consiste em forçar uma mudança nas principais políticas de um Estado, geralmente, substituindo o regime vigente. Contrasta com o termo contenção,  que significa evitar a expansão daquele Estado, e com  détente, que corresponde a uma relação de trabalho com aquele Estado. A maior parte  das discussões de rollback na literatura acadêmica refere-se à  política externa dos Estados Unidos em relação aos países comunistas durante a Guerra Fria. A estratégia de rollback foi tentada na Guerra da Coreia  (1950) e em Cuba, na Invasão da Baía dos Porcos (1961), sem sucesso, mas teve êxito no episódio da invasão de Granada, em 1983.
Na Segunda Guerra Mundial, o rollback de governos considerados hostis aos EUA também foi usado,  em  1943, contra a Itália fascista  e, em 1945, contra a Alemanha Nazista e o Império do Japão. Em  2001, a mesma estratégia foi usada no Afeganistão (contra o Taliban) e, 2003, no Iraque (contra Saddam Hussein). 
Quando usado contra um governo estabelecido, o rollback é, às vezes,  denominado "mudança de regime".

## Rollbackna Guerra Fria
Na linguagem estratégica militar estadunidense, a estratégia de rollback significa destruir o exército inimigo e ocupar o país, tal como foi feito na Guerra Civil Americana (no setor dos Confederados) e na Segunda Guerra Mundial, contra a Alemanha e o Japão.
A noção de rollback militar contra a União Soviética foi proposta pelo estrategista conservador James Burnham e outros estrategistas, no pós-guerra (final da década de 1940), e pela administração Truman, contra a Coreia do Norte, durante a Guerra da Coreia (ver: Doutrina Truman). Em 7 de Maio de 1945 (véspera da Dia da Vitória na Europa) em conferência na Áustria com Robert P. Patterson, futuro secretário da guerra, O general George Patton declarou:
| “ | (...) Devemos manter nossas botas polidas, baionetas afiadas, e apresentarmo-nos fortes perante o Exército Vermelho. Esta é a única linguagem que eles entendem e respeitam. (...) Não vamos dar tempo para que eles (soviéticos) consigam suprimentos. Se dermos, teremos apenas vencido e desarmado a Alemanha mas teremos falhado na libertação da Europa; teremos perdido a guerra! | ” |

O governo dos  Estados Unidos também  chegou a considerar o rollback, durante a Revolta de 1953 na Alemanha Oriental e na Revolução Húngara de 1956, mas descartou essa possibilidade, considerando o risco de um conflito direto com a União Soviética.
Afinal, em vez de um rollback militar ostensivo, os Estados Unidos se concentraram principalmente na guerra psicológica de longo prazo e na assistência militar, aberta ou clandestina, para deslegitimar regimes pró-comunistas e ajudar os insurgentes. Essas iniciativas começaram já em 1945 na Europa Oriental, e incluíram o fornecimento de armas aos combatentes pela independência, nos Estados bálticos e na Ucrânia. Outro iniciativa precoce foi contra a Albânia, em 1949, após a derrota das forças comunistas na Guerra Civil Grega, naquele ano. Nesse caso, um grupo de agentes foi enviado pelos britânicos e pelos americanos para tentar provocar uma guerra de guerrilha, mas a operação  foi denunciada aos soviéticos pelo agente duplo britânico Kim Philby, o que levou à captura ou morte imediata dos agentes.

### Coreia
Na Guerra da Coreia, os Estados Unidos e a Organização das Nações Unidas endossaram oficialmente uma política de rollback do regime norte-coreano, e forças da ONU cruzaram o paralelo 38. O governo chinês reagiu, e as forças da ONU foram obrigadas a recuar de volta ao paralelo 38. O fracasso da estratégia de rollback contribuiu para a decisão dos EUA de voltar à estratégia alternativa de contenção, apesar de sua defesa pelo general Douglas MacArthur, mudou o compromisso dos Estados Unidos com a détente sem rollback.

### China
Um esforço mais ambicioso  foi feito em novembro de 1950, na chamada Operação Paper,  que incluía o fornecimento de armamento às tropas  chinesas nacionalistas, no leste da Birmânia, para a Divisão 93 sob o comando do general Li Mi, com o objetivo de invadir a província chinesa de Yunnan. Todas as  curtas investidas de Li Mi contra a China foram rapidamente repelidas, e depois de mais um fracasso, em agosto de 1952, os Estados Unidos começaram a reduzir seu apoio.

### Administração Reagan
A estratégia de rollback ganhou significativo espaço nos Estados Unidos, durante a década de 1980. O governo Reagan, instado pela Heritage Foundation e outros conservadores estadounidenses influentes a armar  movimentos como os Mujahedin, no Afeganistão, os Contras, na Nicarágua, e outros, em  Angola e no Camboja. Os Estados Unidos invadiram a ilha de Granada em 1983, para, alegadamente, proteger cidadão americanos que ali viviam e restaurar o governo constitucional, derrubado por um golpe. A invasão se deu apesar de a Carta da ONU proibir o uso da força pelos Estados membros, exceto em casos de autodefesa ou quando autorizado pelo Conselho de Segurança da ONU. O Conselho de Segurança da ONU não havia autorizado a invasão.  Da mesma forma, a Assembléia Geral das Nações Unidas adotou a Resolução 38/7 da Assembléia Geral (por 108 votos a 9, com 27 abstenções), que "lamenta profundamente a intervenção armada em Granada, que constitui uma flagrante violação do direito internacional". Uma resolução semelhante no Conselho de Segurança das Nações Unidas recebeu amplo apoio, mas foi vetada pelos Estados Unidos.
A prática dessas intervenções no Terceiro Mundo, por parte do governo Reagan, visando fazer frente à influência global  da União Soviética, no final da Guerra Fria, foi a marca da chamada Doutrina Reagan. Seus críticos argumentam que a Doutrina Reagan levou a uma intensificação desnecessária dos conflitos em países periféricos, além de provocar efeitos de blowback (consequências indesejadas de uma operação de rollback). Assim, ao facilitar a transferência de grandes quantidades de armas para várias partir do mundo e treinar líderes militares nessas regiões, a Doutrina Reagan acabou por fortalecer alguns movimentos políticos e militares que acabaram por se virar contra os Estados Unidos, a exemplo da Al-Qaeda no Afeganistão. Por outro lado, a União Soviética acabou por abandonar a guerra do Afeganistão. O apoio americano aos rebeldes ajudou a drenar os cofres soviéticos e a esgotar seus recursos humanos, contribuindo para a crise geral da nação e, finalmente, para sua   desintegração.